# جيمس ويلان
جيمس ويلان (بالإنجليزية: James Whelan)‏ هو سياسي أمريكي، ولد في 19 سبتمبر 1936 في بطرسبرغ في الولايات المتحدة، وتوفي في 18 أبريل 2018. حزبياً، نشط في الحزب الجمهوري. وقد انتخب عضو مجلس نواب بنسيلفانيا.